# デボラ・フラベンステイン
デボラ・フラベンステイン（Dibora Monick Olga "Deborah" Gravenstijn 1974年8月20日- ）は、オランダのゼーラント州出身の柔道選手。階級は57kg級。身長163cm。

## 人物
1992年の世界ジュニア61kg級で2位になった。その後、57kg級の選手となるが、1999年には52kg級に階級を下げた。2000年シドニーオリンピックでは5位となった。その後、再び階級を57kg級にすると、翌年の世界選手権では準決勝で日本の日下部基栄に一本背負投で破るが、決勝ではキューバのユリスレイディス・ルペティの袖釣込腰で技ありを取られて2位に終わった。2003年の世界選手権では準決勝で北朝鮮のケー・スンヒの隅落で敗れるが3位となった。2004年アテネオリンピックでは準決勝でドイツのイボンヌ・ベニシュの谷落で敗れたものの、銅メダルを獲得した。2008年北京オリンピックでは決勝まで進むが、イタリアのジュリア・クインタバレから大外刈で有効を取られて2位に終わった。

## 主な戦績
61kg級での戦績
- 1992年 - ドイツ国際　3位
- 1992年 - 世界ジュニア　2位
- 1992年 - ヨーロッパジュニア　優勝
- 1996年 - オランダ国際　3位

57kg級での戦績
- 1998年 - オランダ国際　2位
- 1998年 - ヨーロッパ選手権　3位

52kg級での戦績
- 1999年 - ヨーロッパ選手権　3位
- 2000年 -ブルガリア国際　2位
- 2000年 - ポーランド国際　3位
- 2000年 - ヨーロッパ選手権　3位
- 2000年 - シドニーオリンピック　5位

57kg級での戦績
- 2000年 - 世界学生　2位
- 2001年 -オーストリア国際　2位
- 2001年 - チェコ国際　優勝
- 2001年 - ヨーロッパ選手権　2位
- 2001年 - 世界選手権　2位
- 2001年 - 福岡国際　2位
- 2002年 - ヨーロッパ選手権　3位
- 2003年 - オランダ国際　3位
- 2003年 - イギリス国際　優勝
- 2003年 - 世界選手権　3位
- 2004年 -エストニア国際　優勝
- 2004年 - アテネオリンピック　3位
- 2005年 - ドイツ国際　3位
- 2005年 - オランダ国際　2位
- 2007年 - ミリタリーワールドゲームズ　優勝
- 2008年 -ハンガリー国際　2位
- 2008年 - ポーランド国際　優勝
- 2008年 - 北京オリンピック　2位